# Katerina Sakelaropulu
Katerina Sakelaropulu (grško Κατερίνα Σακελλαροπούλου), grška političarka in pravnica; * 30. maj 1956, Solun.
Je nekdanja grška sodnica in od leta 2020 do 2025 predsednica Grčije. Helenski parlament jo je 22. januarja 2020 izvolil za naslednico Prokopisa Pavlopulosa. Pred tem je bila predsednica državnega sveta, najvišjega upravnega sodišča v Grčiji. Je prva ženska predsednica države.

## Življenjepis
Katerina Sakelaropulu se je rodila v Solunu. Njena starša sta Nikolaos Sakelaropulos, nekdanji podpredsednik grškega vrhovnega sodišča, in Aliki Paraskeva. Njena družina prihaja iz mesta Stavrupoli v prefekturi Ksanti. Študirala je pravo na Nacionalni in Kapodistrijski univerzi v Atenah in zaključila podiplomski študij javnega prava na Univerzi Pariz II. Sredi osemdesetih let dvajsetega stoletja je bila sprejeta v državni svet, leta 2000 pa je napredovala v svetnico.
Oktobra 2015 je bila imenovana za podpredsednico državnega sveta, oktobra 2018 pa je po soglasnem glasovanju postala prva predsednica sodišča. Njena izvolitev je prišla po tem, ko je vlada Sirize, ki je bila takrat na oblasti, upoštevala njen napredek pri vprašanjih, kot so okolje in človekove pravice.
Bila je članica Združenja pravosodnih funkcionarjev državnega sveta. V času delovanja v društvu je bila generalna sekretarka (1985–1986), podpredsednica (2006–2008) in predsednica (1993–1995, 2000–2001).
Redno objavlja v znanstvenih revijah. Sodelovala je tudi pri knjigi Finančna kriza in varstvo okolja o sodni praksi Državnega sveta (grško: Οικονομική κρίση και προστασία του περιβάλλοντος στη νομολογία του Συμβουλίου της Επικρατείας ), Papazisis Publications, 2017.

## Predsednica Grčije
15. januarja 2020 jo je grški premier Kiriakos Micotakis predlagal na mesto predsednice Helenske republike. Izvoljena je bila 22. januarja 2020, ko je za glasovalo 261 poslancev parlamentu.

## Osebno življenje
Katerina Sakelaropulu živi s partnerjem Pavlosom Koconisom, ki je odvetnik. Ima enega otroka iz prejšnjega zakona.
Je navijačica Arisa iz Soluna.